# Alonso Briceño
Alonso Briceño (1587, Santiago de Chile - 15 de novembre de 1668, Estat de Trujillo) va ser un teòleg i bisbe franciscà crioll, seguidor de l'escola de Joan Duns Escot, considerat per ser un dels primers filòsofs nascuts a Amèrica.
Fill de pares espanyols, el 1605 va vestir l'hàbit franciscà al convent de Sant Francesc de Lima, al Perú, que pertanyia a la província dels Dotze Apòstols, i l'any següent va fer la professió religiosa. Acabats els estudis i ordenat sacerdot, van encarregar-li la càtedra de filosofia. Va exercir diversos oficis a la seva província i a l'orde. Enviat a Roma per afers relacionats amb la causa de beatificació de Francisco Solano, es va fer conèixer com un gran defensor de la doctrina d'Escot. El 14 de novembre de 1644 va ser presentat per a la seu episcopal de Nicaragua, i s'hi va consagrar a la ciutat de Panamà el 1645 a mans del bisbe Hernando de Ramírez y Sánchez. Va ser traslladat a Caracas el 1659, però no va arribar a prendre possessió de la seva nova diòcesi. VA morir a Trujillo de Veneçuela el 15 de novembre de 1668.